# Julleuchter
Julleuchter o canelobre de Yule és un objecte de culte suposadament pagano-germànic, però en realitat es va construir com a part del culte germànic neopagà, que se suposa que simbolitza el solstici. Va tenir un paper important en el culte nadalenc nacionalsocialista i també va ser utilitzat en els costums de les SS.

## Origen modern
Aquest canelobre es va esmentar per primera vegada l'any 1888 a la revista sueca "Runa". Es va descriure un original que data del segle XVI. Provenia de la zona de Halland al segle XIX i ara s'exhibeix al museu local. Va ser recreat a Alemanya per l'historiador popular Herman Wirth ("The Ura Linda Chronicle ") i, per tant, va servir de model per al canelobre de Yule de les SS. També es poden trobar canelobres de torre similars als museus noruecs i danesos (Copenhaguen). No es pot detectar una referència al Festival de Yule.

## En el nacionalsocialisme

### Fabricació

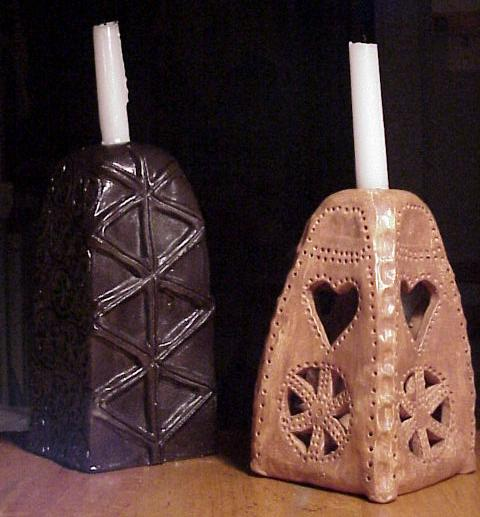
Canelobre de Nadal

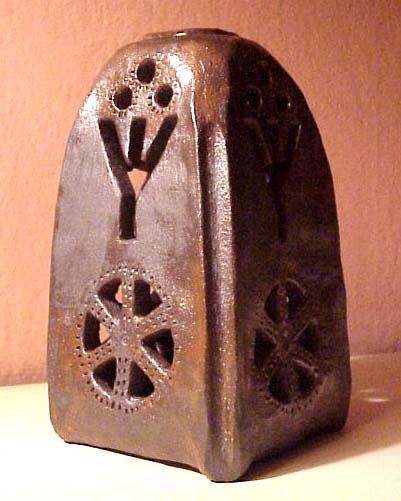
Canelobre de Nadal amb la runa Elhaz en lloc del símbol del cor

El 1939, els presoners del camp de concentració de Dachau van produir 52.635 canelobres de Nadal per a la fàbrica de porcellana Allach. La informació sobre les còpies realitzades al taller de modelatge de la fàbrica de maons de clinker al camp de concentració de Neuengamme l'any 1943 ascendeix a 15.116 o aproximadament 15.000 peces.
Durant l'era nacionalsocialista, el canelobre de Yule era una part essencial de la religió "germànica" reconstruïda. El canelobre s'utilitzava en els ritus de les SS. Es va il·luminar per (o en preparació) la festa de Nadal que els nacionalsocialistes van propagar en lloc de la festa de Nadal cristiana. L'última espelma de cada any es guardava i s'utilitzava com la primera del nou període. Hi havia instruccions detallades per dissenyar un racó de culte per a l'home de les SS
| «                                                                                              | (alemany) Die Wohnung des SS-Mannes soll man daran erkennen, dass eine ihrer Ecken für die Feier seiner Familie bestimmt ist. In ihr sollen diejenigen Dinge zusammengetragen werden, die den Menschen an seine höheren Verpflichtungen erinnern. […] Auf der Truhe [, die in der Ecke stehen und Erbstücke enthalten soll, ] stehen das ganze Jahr über der Julleuchter und ringsherum die Julteller (aus Zinn oder Steingut) der einzelnen Familienmitglieder, die sie zu allen Festen des Jahres, aber auch zu Geburtstag, Hochzeit und Todestag gebrauchen. […] Die Wand schmückt das Bild des Führers und des Reichsführers SS, dazu Ahnentafel und Familienbilder, Erinnerungsstücke an Kriegs- und Kampfzeiten. Die große SS-Rune soll dabei nicht fehlen. Die Jul- und SS-Ecke ist der Gradmesser, wieweit der SS-Mann und seine Frau am Brauchtum der SS teilnehmen. | (català) L'apartament de l'home de les SS es pot reconèixer pel fet que un dels seus racons està destinat a la celebració de la seva família. Es pretén reunir aquelles coses que recorden a la gent les seves obligacions superiors. […] Al pit [que se suposa que ha d'aparèixer a la cantonada i conté heretes] hi ha el canelobre de Nadal durant tot l'any i al seu voltant els plats de Yule (fets de llauna o terrissa) dels membres individuals de la família, que utilitzen. per a totes les festes de l'any, però també per a aniversaris, casaments i aniversari de la mort. […] La paret està adornada amb el quadre del Führer i el Reichsführer SS, així com quadres de genealogia i familiars, records de temps de guerra i combats. La gran runa SS no hauria de faltar. El racó Yule i SS és l'indicador de fins a quin punt l'home de les SS i la seva dona participen en els costums de les SS. | » |
| — SS-Oberabschnitt West: Die Gestaltung der Feste im Jahres- und Lebenslauf in der SS-Familie. | | |   |

El canelobre Julleuchter va ser utilitzat en particular com a premi pels Amics del Reichsführer SS.

## Ús en l'extrema dreta
En els cercles extremistes de la dreta, el canelobre de Yule torna a ser utilitzat com a objecte de culte. El novembre de 2017, el membre del parlament i portaveu de premsa de l'⁣AfD, Andreas Harlass de Saxònia, va cridar l'atenció publicant una imatge d'un canelobre de Yule a Facebook. Segons les seves pròpies declaracions, el canelobre era una herència dels seus pares. La historiadora Kirsten-John Stucke més tard va identificar clarament el canelobre com una rèplica basada en el Tercer Reich.

## Literatura
- Wolfgang Benz, Hermann Graml, Hermann Weiß (Hrsg.): Enzyklopädie des Nationalsozialismus (Digitale Bibliothek. 25); CD-ROM; Directmedia Publ., Berlin 2000, ISBN 3-89853-125-2